# Big Al (Vocaloid)
Big Al (Великий Ел) — англомовний віртуальний співак-вокалоїд від шведської компанії PowerFX, випущений на рушії Vocaloid 2. Для синтезування його голосу використовувалась технологія семплювання живого голосу, а саме програма Vocaloid компанії Yamaha Corporation.

## Розвиток
Він був випущений як чоловічий аналог Sweet Ann 22 грудня 2009 року. Пізніше був випущений в Японії 3 березня 2010 року та у Тайвані 7 вересня 2011. Він є першим вокалоїдом з підтвердженим американським акцентом.
Рання демо-пісня MIRIAM і BIG AL'а була особисто затребувана Білом Брайантом (Bil Bryant) і Олексієм Устіновим (Alexei Ustinov), які почали тестування Big Al'а у січні 2007 року з "Help Me Understand You" на виставці MusikMesse 2007. Спочатку Майкл Кінґ (Micheal King), двійник Елвіса Преслі, повинний був стати його сейю. Коли вокал був у процесі редагування, PowerFX намагалися виправити вимову та інші проблеми з вокалом, і хоча демки були вже викладені у мережі, вони відчували, що це не було задовільним для його остаточного випуску. Коли вони спробували перезаписати Кінґа, з'ясувалося, що він був занадто зайнятий на гастролях. Тоді Франк С., професійний войсовер, звукорежисер, власник і колишній співробітник PowerFX, зробив закадрове озвучування, яке було використано для програми.
Було створено новий боксарт, щоб відповідати новому голосу Big Al'a.
Коли він був вперше випущений, користувачі не могли його завантажити, що призвело до численних скарг з боку англійських і японських шанувальників. Проблему було виправлено PowerFX'ом шляхом перенаправлення провайдерів завантажень. Причиною проблеми був занадто великий файл. Після цього випадку PowerFX вивісили оголошення про те, що вони будуть переконуватись, що покупці попри все отримали свою програму. Тим, хто вже замовили їхній продукт, дали подарунковий сертифікат на $50 для магазинів PowerFX як компенсацію за проблеми з завантаженням.
Тайванський реліз Big Al'а також отримав власний боксарт.

## Характеристики
Як і в його жіночого партнера Sweet Ann, образ Big Al базується на чудовиську Франкенштейна. Його ранні концепт-арти використовували відредаговані ілюстрації з фільму 1931 року "Франкенштейн", а також плакат Дядька Сема. На відміну від Big Al, він отримав від PowerFX свою біографію. Коли E-Capsule co. Ltd випустила своє програмне забезпечення в Тайвані, йому було надано іншу біографію та дизайн.
| Ім'я                           | Big Al                                  |
| Вік                            | 25 років (PowerFX) 21 років (E-Capsule) |
| Зріст                          | 193 cм (PowerFX) 185 cм (E-Capsule)     |
| Вага                           | 86 кг (PowerFX) 73 кг (E-Capsule)       |
| Рекомендований діапазон темпу  | 70-145 bpm (E-Capsule)                  |
| Рекомендований діапазон вокалу | G1-D3 (E-Capsule)                       |